# İznik

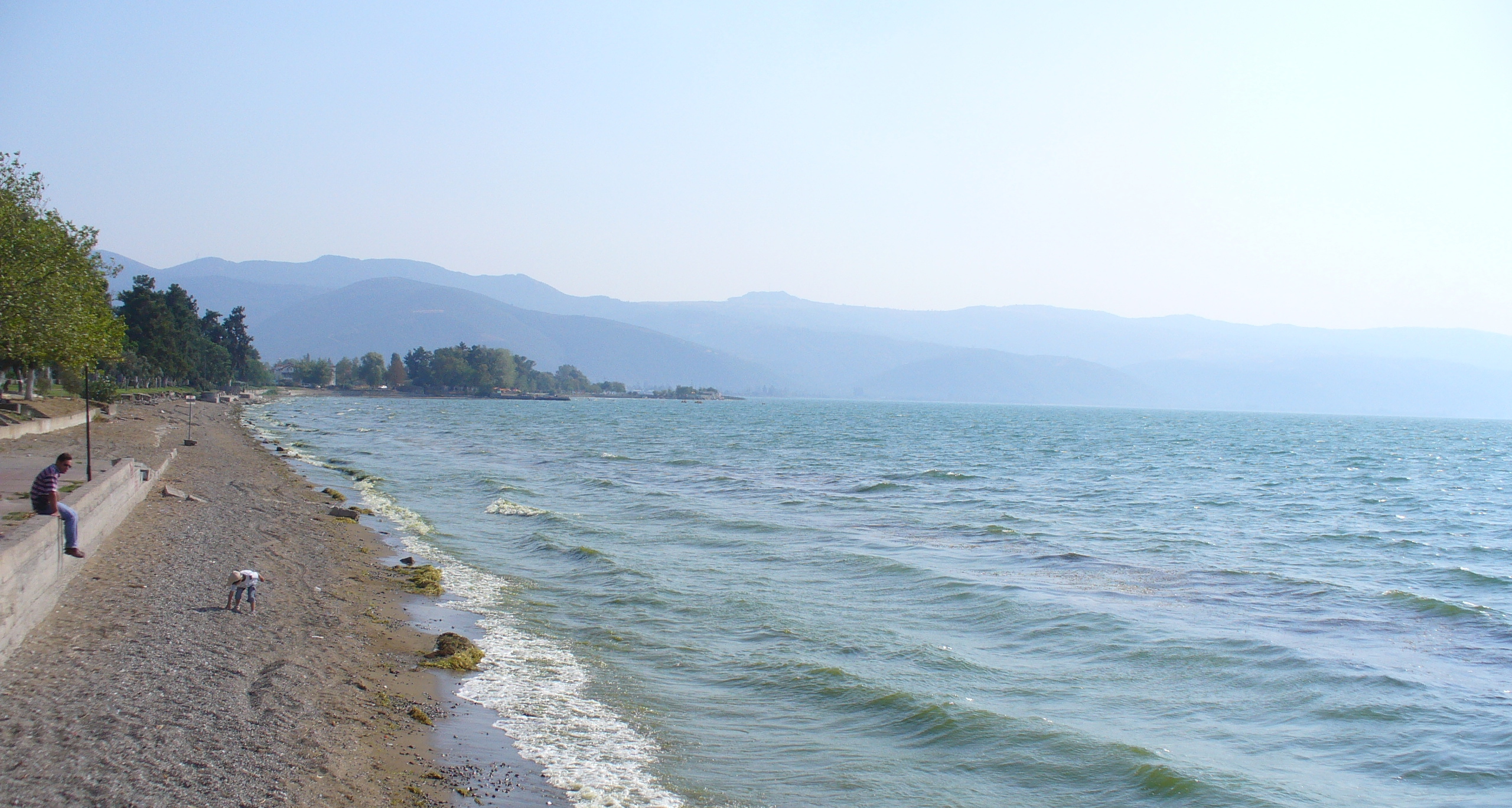
Imatge del llac d'İznik

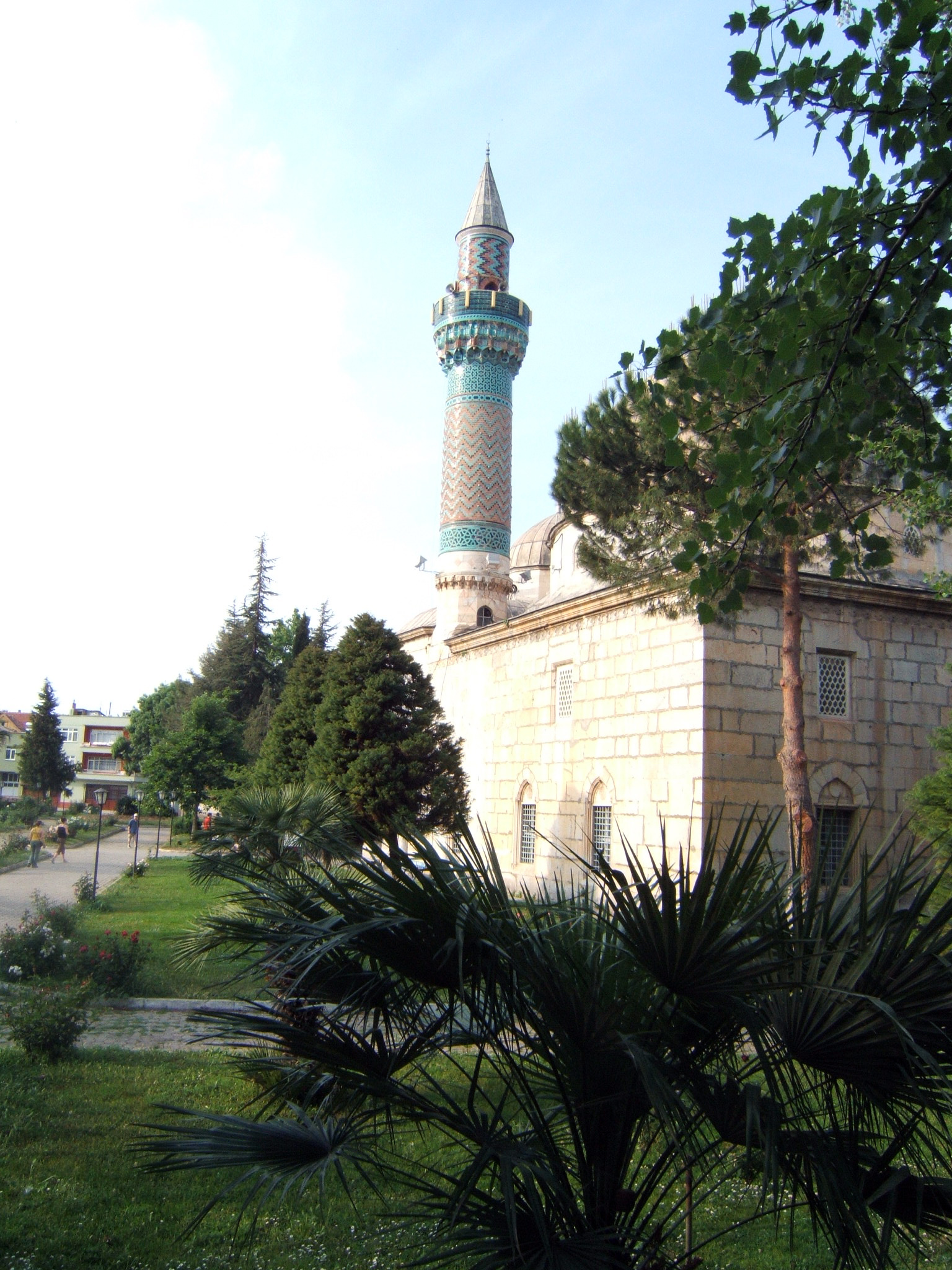
Yeşil Cami (la mesquita verda)

İznik o İzniq és una localitat de l'actual Turquia que es correspon amb l'antiga ciutat de Nicea, coneguda pels seus dos concilis ecumènics, el primer i el setè de l'Església cristiana, i per haver estat capital de l'Imperi de Nicea. Entre 1204 i 1261, de fet, actuà com a capital interina de l'Imperi Romà d'Orient fins a la recuperació de Constantinoble. Voltada d'altes muralles, İzniq conserva encara un bon nombre dels monuments de l'antiga Nicea i és una important destinació turística. Té molta anomenada la seva ceràmica vidrada.
La ciutat s'estén en una conca fèrtil a l'extrem oriental del llac İznik, emmarcada per serres de turons al nord i al sud. Administrativament pertany a la província de Bursa. L'any 2000 sumava 20.169 habitants, en una àrea urbana de 753 km².

## Història

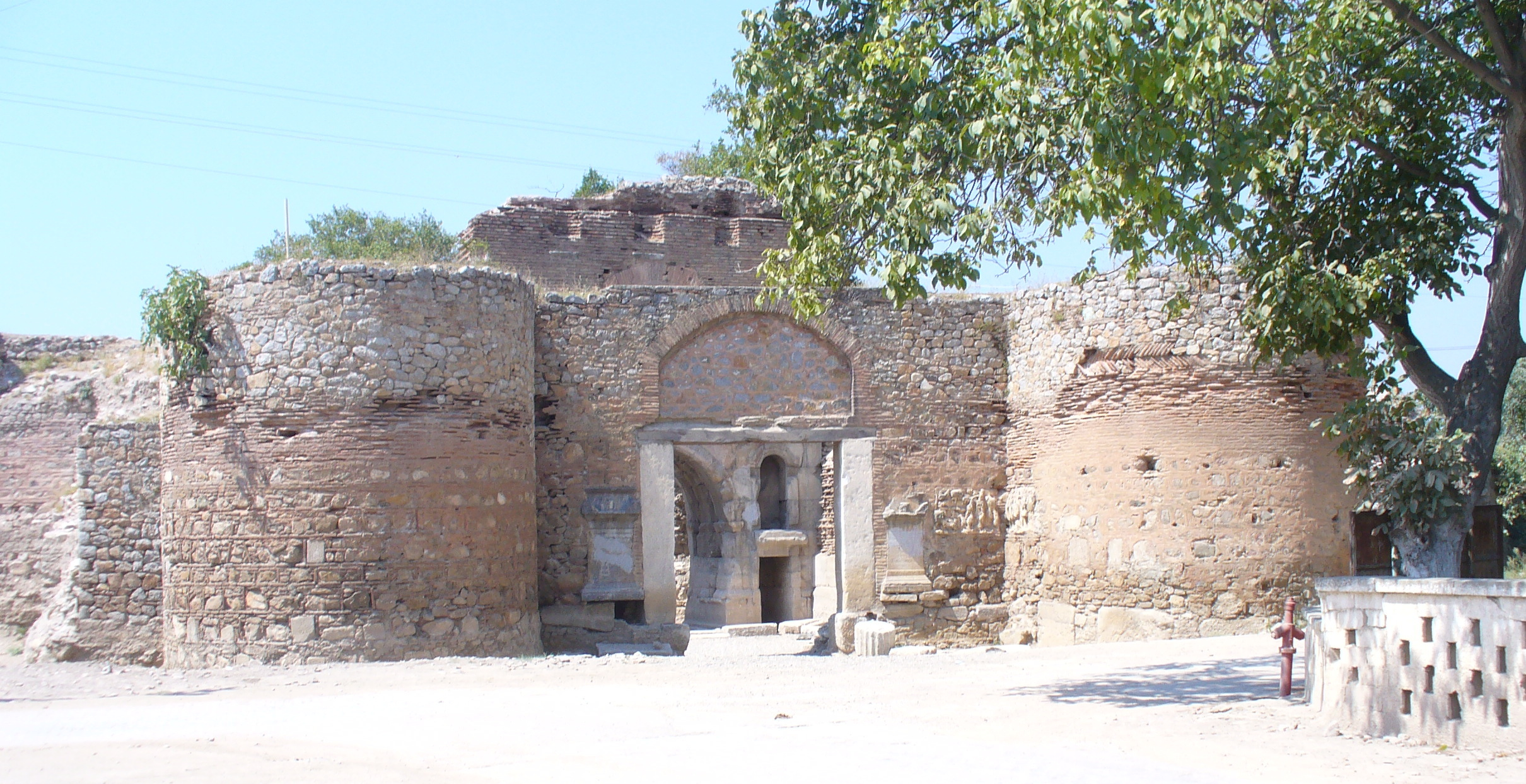
Muralles de Nicea

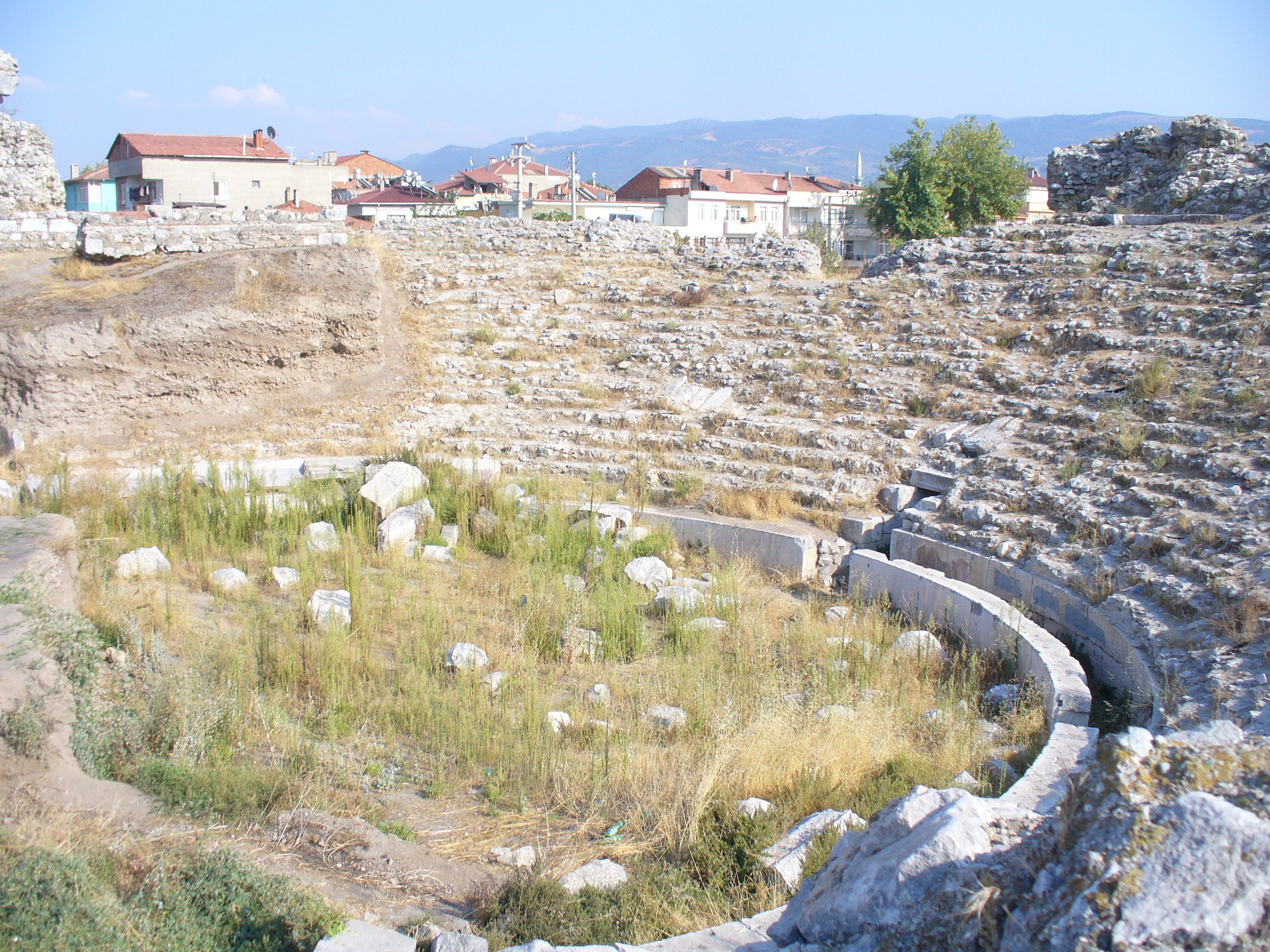
Teatre

Per la història antiga vegeu: Nicea

### Temps de les croades
Després d'un llarg període de pau, va ser conquerida pels turcs seljúcides el 1078, però reconquerida pels romans d'Orient l'any següent. El 1081, la van tornar a conquerir i la van tornar a perdre. El 1086, van tornar o ocupar-la i els romans d'Orient van demanar l'ajut als prínceps europeus, i es va originar la primera croada.
El 1097 fou ocupada pels croats (primera croada, setge de Nicea) i va quedar en mans de l'Imperi Romà d'Orient. Després de la caiguda de Constantinoble en mans dels llatins (1204), el 1205 Teodor I Làscaris, proclamat emperador, la va fixar com a residència i capital de l'imperi (ara conegut com a Imperi de Nicea). El 1259, Miquel VIII Paleòleg va usurpar el tron a Joan IV Ducas Làscaris i el 1261 va reconquerir Constantinoble.

### Domini otomà
El 1331 (setge de Nicea, 1331) va tornar a caure en mans dels turcs, aquesta vegada els otomans del soldà Orkhan, i des de llavors es va dir Iznik. Molts materials dels edificis grecs es van utilitzar per a construir edificis otomans, especialment mesquites. Va perdre importància amb la conquesta de Constantinoble el 1453. La indústria de pots de ceràmica es va desenvolupar i fou coneguda com a İznik Çini (Çini vol dir 'Xina' en turc) perquè imitava la porcellana xinesa que agradava als sultans; va servir per a decorar moltes mesquites a Istanbul i altres llocs de l'imperi; després la qualitat va decaure. La ciutat fou un centre agrícola. Al segle xix es va construir una via fèrria. Al segle xx, la qualitat de la ceràmica fou restablerta per alguns petits fabricants, especialment de Kütahya.

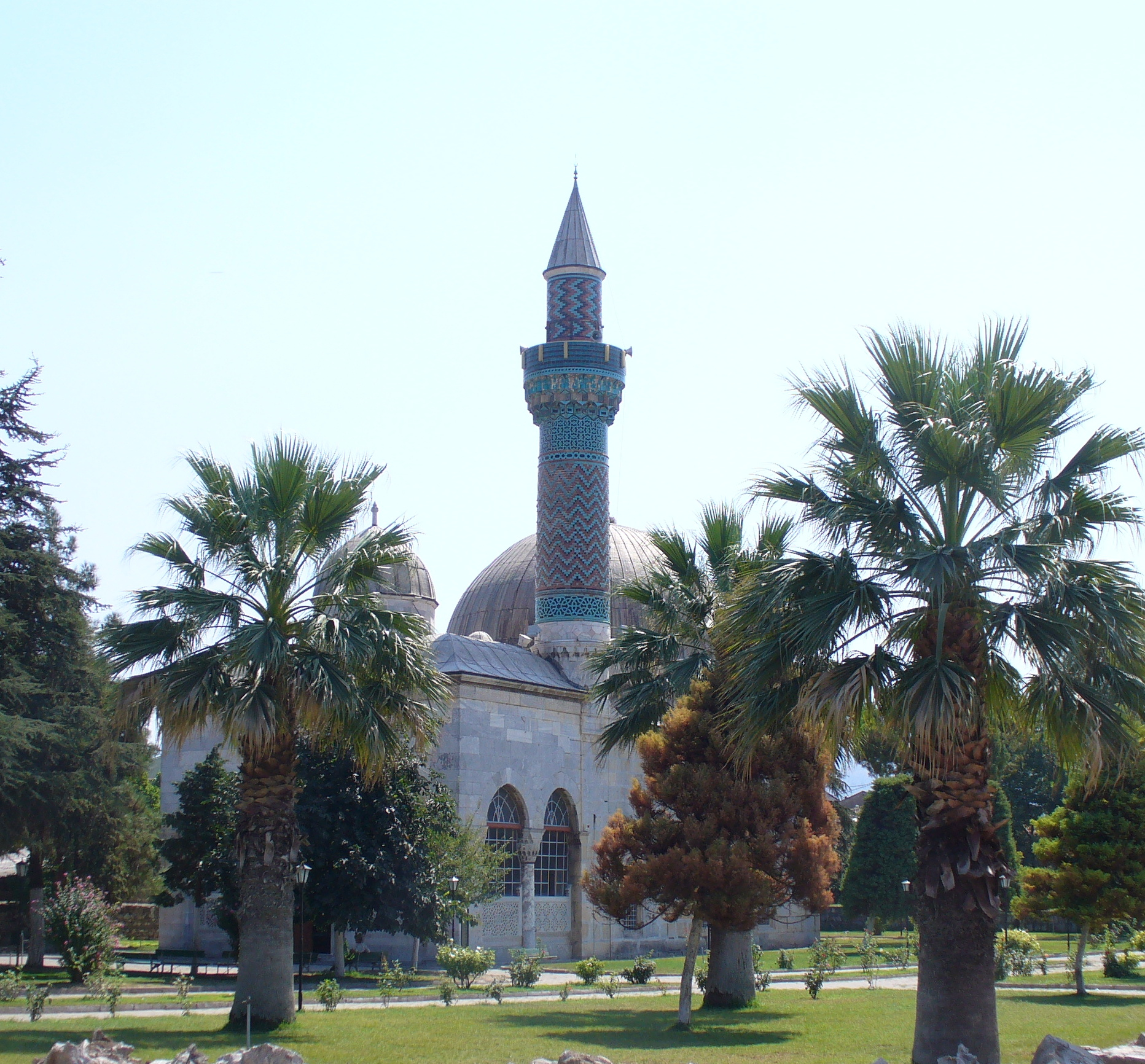
Mesquita Verda

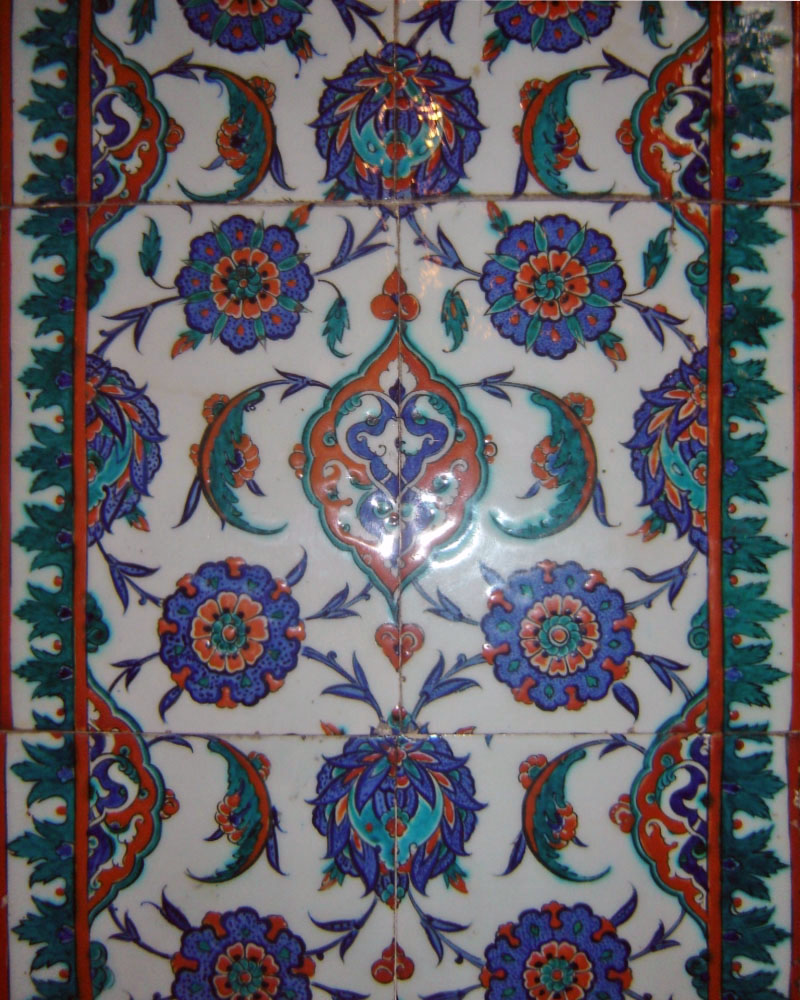
Rajola de ceràmica d'Iznik a la mesquita Selimiye d'Edirne

## Ruïnes
Les antigues muralles amb torres i portes estan bastant ben conservades. Mesuren un perímetre de 3.100 metres i la seva amplada a la base és de 5 a 7 metres i l'alçària n'és de 10 a 13 metres; hi ha quatre grans portes i dues de petites. Es van utilitzar materials treballats romans i grans blocs de pedra; algunes columnes i fragments d'altres edificis antics en formen part. Foren construïdes al segle iv. A les torres hi ha algunes inscripcions gregues.
També queden restes de mesquites, banys, i cases distribuïdes enmig de la ciutat moderna. La ciutat otomana fou més reduïda que la romana d'Orient i es va construir amb materials d'aquesta. L'antic llac al nord de la ciutat avui dia està més retirat i ha format una plana de maresmes. Fora de les muralles es veu un antic aqüeducte.
L'església de Dormition, la principal de Nicea, fou segurament la catedral romana d'Orient, la més gran de l'Àsia Menor. Fou decorada amb mosaics el segle ix. Fou destruïda el 1922 durant la guerra entre grecs i turcs. L'església de Santa Sofia (Hagia Sophia) s'està restaurant.

## Personatges
- Hiparc de Nicea (segle ii aC), astrònom grec
- Jordi Paquimeres (1242 – 1310), historiador romà d'Orient
- Dió Cassi (vers 165-229), historiador romà